# العلاقات الفانواتية الموريشيوسية
العلاقات الفانواتية الموريشيوسية هي العلاقات الثنائية التي تجمع بين فانواتو وموريشيوس.

## مقارنة بين البلدين
هذه مقارنة عامة ومرجعية للدولتين:
| وجه المقارنة                                              | فانواتو                                  | موريشيوس                 |
| --------------------------------------------------------- | ---------------------------------------- | ------------------------ |
| المساحة (كم2)                                             | 12.19 ألف                                | 2.04 ألف                 |
| عدد السكان (نسمة)                                         | 276.24 ألف                               | 1.26 مليون               |
| الكثافة السكانية (ن./كم²)                                 | 22.66                                    | 617.65                   |
| العاصمة                                                   | بورت فيلا                                | بورت لويس                |
| اللغة الرسمية                                             | اللغة البسلاما، لغة فرنسية، لغة إنجليزية | لغة إنجليزية، لغة فرنسية |
| العملة                                                    | فاتو فانواتي                             | روبي موريشي              |
| الناتج المحلي الإجمالي (بليون دولار)                      | 862.88 مليون                             | 13.34 مليار              |
| الناتج المحلي الإجمالي (تعادل القوة الشرائية) بليون دولار | 790.76 مليون                             | 25.36 مليار              |
| الناتج المحلي الإجمالي الاسمي للفرد دولار أمريكي          | 2.81 ألف                                 | 9.25 ألف                 |
| الناتج المحلي الإجمالي للفرد دولار أمريكي                 | 3.03 ألف                                 | 18.59 ألف                |
| مؤشر التنمية البشرية                                      | 0.594                                    | 0.777                    |
| رمز المكالمات الدولي                                      | +678                                     | +230                     |
| رمز الإنترنت                                              | .vu                                      | .mu                      |
| المنطقة الزمنية                                           | ت ع م+11:00                              | ت ع م+04:00              |

## منظمات دولية مشتركة
يشترك البلدان في عضوية مجموعة من المنظمات الدولية، منها:
| علم المنظمة | اسم المنظمة                                 | تاريخ انضمام فانواتو | تاريخ انضمام موريشيوس |
| ----------- | ------------------------------------------- | -------------------- | --------------------- |
|             | يونسكو                                      | 10 فبراير 1994       | 25 أكتوبر 1968        |
|             | مؤسسة التمويل الدولية                       | 28 سبتمبر 1981       | 23 سبتمبر 1968        |
|             | منظمة حظر الأسلحة الكيميائية                | ?                    | ?                     |
|             | مؤسسة التنمية الدولية                       | 28 سبتمبر 1981       | 23 سبتمبر 1968        |
|             | منظمة التجارة العالمية                      | ?                    | ?                     |
|             | وكالة ضمان الاستثمار متعدد الأطراف          | 27 يوليو 1988        | 28 ديسمبر 1990        |
|             | الاتحاد البريدي العالمي                     | ?                    | ?                     |
|             | الاتحاد الدولي للاتصالات                    | 30 مارس 1988         | 30 أغسطس 1969         |
|             | الأمم المتحدة                               | 15 سبتمبر 1981       | 24 أبريل 1968         |
|             | البنك الدولي للإنشاء والتعمير               | 28 سبتمبر 1981       | 23 سبتمبر 1968        |
|             | المنظمة الهيدروغرافية الدولية               | ?                    | ?                     |
|             | مجموعة دول أفريقيا والكاريبي والمحيط الهادئ | ?                    | ?                     |
|             | تحالف الدول الجزرية الصغيرة                 | ?                    | ?                     |
|             | دول الكومنولث                               | ?                    | ?                     |